# Burt Gummer
Burt Gummer is een personage uit de Tremors-filmreeks. Hij wordt gespeeld door acteur Michael Gross.
Burt kwam voor in de eerste drie films, in de laatste 2 films en in de Tremors-televisieserie. In de vierde film zag men Burts overgrootvader Hiram Gummer, eveneens gespeeld door Michael Gross. Hij behoort daarmee tot een van de weinige vaste karakters in de filmreeks. In de derde,vijfde en zesde film en televisieserie staat hij zelfs centraal als protagonist.

## Biografie
Over Burts verleden is niet veel bekend, behalve dat hij mogelijk bij het leger heeft gezeten. Burt woont in het stadje Perfection. Hij is een survivalexpert, maar zeer paranoïde. Hij wil altijd voorbereid zijn op het ergste en is niet graag afhankelijk van iemand anders. Voor hem is Perfection de laatste plaats voor diegenen die nog de geest en mentaliteit van de ware Amerikaanse pionier hebben.
In de eerste film is hij nog getrouwd met een vrouw genaamd Heather. In deze film is te zien dat Burt en Heather hun kelder volgestopt hebben met vuurwapens in alle soorten en maten. Hiermee slagen ze erin een Graboid te doden die hun huis aanviel.
Dat Burt ook een wapenexpert is bleek later in deze film, toen hij zelf een paar krachtige bommen maakte om de Graboids mee uit te schakelen. Deze gave van Burt om zelfs de meest gewone dingen in wapens te veranderen heeft hem en zijn medebewoners van Perfection al meerdere malen gered.
In de tweede film was Burt inmiddels gescheiden. Hij kwam naar Mexico om Earl Bassett te helpen de Graboids daar te verslaan. Hij nam gelijk een militaire truck vol wapens en een noodvoorraad voedsel mee.
In de derde film werd getoond dat Burt onder zijn huis een schuilkelder had aangelegd met genoeg voedsel om drie man jarenlang te voeden. De kelder had tevens een ontsnappingstunnel. Burt, Jody en Jack moesten in deze kelder schuilen voor een Ass-Blaster. Toen deze zich een weg door de deur dreigde te branden, verlieten ze de kelder en blies Burt het huis op uit angst dat de Ass-Blaster zich net als een Shrieker zou voortplanten door te eten. Het nieuws dat Ass-Blasters juist in een coma belanden door veel te eten kwam dan ook als een harde klap.
In de televisieserie had Burt zijn huis herbouwd, met wederom de schuilkelder erin. Hij had ook “vriendschap” gesloten met de Graboid El Blanco. Burt gebruikte hij zijn nieuwe huis als commandocentrum om met radars en scanners de hele vallei in de gaten te houden. Verder was te zien hoe hij survivallessen gaf om geld te verdienen.

## Persoonlijkheid
Burt is een van de populairste personages uit de reeks onder Tremors fans. Vooral zijn niet aflatende jacht op Graboids is een vast punt van komische situaties. Hij is vaak zo gefocust op zijn opdracht of jacht dat hij niet door heeft hoe humoristisch zijn gedrag overkomt op anderen.
Burt is vanwege zijn persoonlijkheid een echte wapenfreak. Zijn grootste angst is volledig zonder wapens komen te zitten. Verder is hij erg paranoïde over een mogelijk einde van de wereld door bijvoorbeeld een derde wereldoorlog of door de graboids. Juist daarom richt hij zich erop een expert te worden en te blijven in survival.

## Hiram
In de vierde film kon Burt niet meedoen aangezien deze film zich ongeveer 100 jaar voor de eerste film afspeelt. In plaats daarvan is in deze film Burts overgrootvader Hiram Gummer te zien.
Hiram was de eigenaar van de zilvermijn bij Perfection (dat toen nog Rejection heette). Hij was een rijke man uit de grote stad, en wist in tegenstelling tot Burt niets af van wapens. Hij kwam naar Rejection toen hij hoorde van de Graboids, en vocht mee om de beesten te doden. Naderhand vestigde hij zich permanent in Rejection, dat al snel werd omgedoopt tot Perfection.

## Bekende uitspraken
Burt Gummer: "Goddamn, armored transport."
Grote explosie

Valentine McKee: "What the hell's in those things, Burt?"

Burt Gummer: "A few household chemicals in the proper proportions."
Na een Graboid te hebben gedood in zijn kelder

Burt Gummer: "Broke into the wrong goddamn rec room didn't you? You bastard!"
Na teruggekeerd te zijn bij de raffinaderij

Burt Gummer: "I am COMPLETELY OUT of ammo." (zwijgt even) "That's never happened to me before."
Met één krachtig schot knalt hij een Schrieker doormidden

Burt Gummer: "I'm doing what I can with what I got."
Voordat hij de eerste Ass-Blaster doodt

Burt Gummer: "Is your head up your ass for the warmth?"
Na te zijn verslonden door een Graboid maar op tijd te worden gered

Burt Gummer: "I'd prefer..." (zwijgt even) "If we keep this...to ourselves."
Nadat hij zijn huis heeft opgeblazen, maar dan te horen krijgt dat hij de Ass-Blaster juist eten moet geven

Burt Gummer: "What sort of superior being would condone such irony?"